# Юзефа Ростковска
Юзефа Ростковска (на полски: Józefa Rostkowska) от дома Мазуркевич, известна и като Клучицка (родена на 19 март 1784 или 1798 във Варшава, починала на 18 юли 1896, е полска участничка в Ноемврийското въстание, фелдшерка и емигрантка във Франция.
Военнослужещ от Полската султанска дивизия през Кримската война.

## Биография
Налице са различни данни за това коя е реалната нейна дата на раждане, както и коя е самоличността на баща ѝ. Според акта за смърт и статии във френската преса Юзефа е родена през март 1784 като дъщеря на Станислав Мазуркевич (кралски касиер) и Агнешка Коморовска; данни от 1855 на свой ред сочат за дата на раждане 19 март 1798. Последната дата изглежда твърде късна, като се вземе под внимание, че по време на Кампанията на Наполеон през 1812 Юзефа вече е омъжена жена с няколко деца. Датата 1784 също може да предизвика съмнение, което се дължи на по-късната съдба на Юзефа – участие във въстанието в напредналата възраст от почти 50 години, по-късно, в кримската война на 70 години и явно изключително дълголетие (112 години).
Първият ѝ съпруг е познат под името Клучицки – улански подофицер, участник в Наполеоновите войни, предполага се, че е сред загиналите по време на ноемврийското въстание. Юзефа започва военна служба през януари 1831 като младши фелдшер с разрешение на началника Ян Щумер под мъжко име – Юзеф Kлучицки, което е често срещана практика през периода. От август 1831 тя е старши фелдшер в 10-и полк на линейната пехота, където служи с бъдещия си съпруг и другар по съдба Даниел Ростковски. Юзефа участва в много битки на бунтовниците и два пъти е ранявана. За заслугите ѝ в защитата на Варшава на 11 септември 1831 тя е наградена със Сребърен Кръст на Ордена "Virtuti Militari".
През октомври 1831 Юзефа напуска полските земи през Германия и се установява във Франция. След като се омъжва за Даниел те живеят в Авиньон и Монпелие, а от 1848 в Париж. Работи в полската политическа емиграция и подписва манифестът срещу Националния Комитет (1832). Получаваща постоянна френска пенсия като полски ветеран, тя я губи след като се признава за съпруга на емигрант, а не за действителен участник в бунта. За възстановяването на предишната сума на приходите ѝ се намесва успешно Адам Йежи Чарториски. През 1855 Юзефа се връща на военна служба за да участва в Кримската война като помощник-лекар при щабквартирата на турска дивизия. На път за Турция се среща с Адам Мицкевич, на който не прави добро впечатление.

През 1857 г. Юзефа се завръща в Париж, а три години по-късно заедно с мъжа си са живели в Аниш в Северна Франция, откъдето продължава да се занимава със социални дейности, като грижите ѝ за болни работещи ѝ печелят симпатиите в града. Стотният рожден ден на Юзефа Ростковска е отбелязан с общински банкет и юбилейни листовки. Някои от тях са запазени в архива на град Лил и гласят:
| „                                        | Първенецът сред столетниците на Аниш госпожа вдовицата на Даниел Ростковски на възраст 112 години | “ |
| Grand Écho du Nord, Лил, 2 декември 1895 |                                                                                                   |   |

Не е ясно колко деца има от първия брак; вероятно нито един от тях не е надживяло майка си. Френската преса тиражира числото дванадесет синове и три дъщери, може би повечето от тези деца не доживяват пълнолетие. Вторият брак остава бездетен. След смъртта ѝ тя е погребан в гробището в Аниш.